# Johann Aloys Josef von Hügel

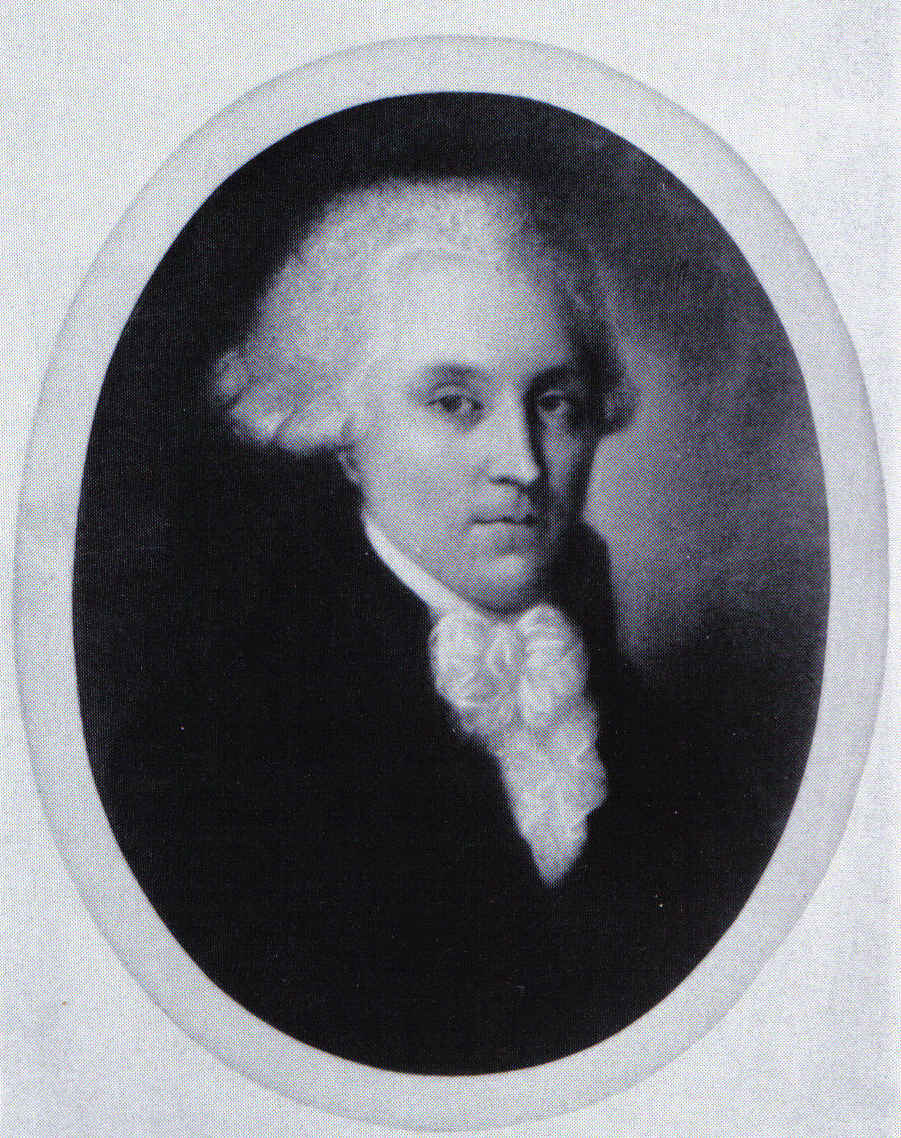
Johann Aloys Josef Freiherr von Hügel

Johann Aloys Josef Freiherr von Hügel (* 14. November 1753 in Koblenz; † 30. August 1825 in Hietzing bei Wien) war ein Diplomat, Staatsmann und kaiserlicher Konkommissar am Immerwährenden Reichstag zu Regensburg und verwahrte von 1796 bis 1800 die Reichskleinodien, nach ihrer Flüchtung aus ihrem jahrhundertelangen Aufbewahrungsort in Nürnberg, in Regensburg. Später schaffte er diese in die Schatzkammer des Kaisers nach Wien. Außerdem war er maßgeblich an den Gutachten über die Niederlegung der Reichskrone durch Franz II. beteiligt.

## Herkunft
Seine Eltern waren der kurfürstliche trierische Hofkammerrat Matthias Hügel († 1782) und dessen Ehefrau Anna Gertrud Dötsch. Sein Vater war auch Generaleinnehmer der weltlichen Stände des Niedererzstifts in Koblenz.

## Leben
Nach Eigenstudium wurde er 1776 Advokat in Koblenz, später Hofrat und Geheimer Staatsrat. Im Jahre 1787 heiratete er die Tochter des Mainzer Professors Holthof. Für seine Tätigkeit als kurtrierischer Wahlbotschafter seit dem Jahre 1790 und seine damit verbundene Tätigkeit für Leopold II. erhielt er im Jahre 1791 den Titel Reichsfreiherr.
Nachdem er beim Trierer Kurfürsten zeitweise in Ungnade gefallen war, trat von Hügel 1793 in Regensburg beim Immerwährenden Reichstag zu Regensburg in kaiserliche Dienste und führte das Direktorium des Reichsfürstenrates und die drei Stimmen des Kaisers: die österreichische, die burgundische und die lothringische Stimme. Zu diesem Zeitpunkt war der Repräsentant (Konkommissar) der kaiserlichen Regierung beim Reichstag Fürst Anselm von Thurn und Taxis. Im Jahre 1794 wurde von Hügel dessen Nachfolger. Sein Vorgesetzter war der Reichshof-Vizekanzler Fürst von Colloredo. In den Jahren 1796 und 1798 veröffentlichte er unter Pseudonym mehrere politische Flugschriften.
Im Juli 1796 übernahm von Hügel heimlich von der Reichsstadt Nürnberg den größten Teil der Reichskleinodien und brachte diese für etwa einen Monat nach Passau. Der andere Teil wurde im September nachgeliefert. Später wurden sie von Freiherr von Hügel nach Regensburg verbracht und wurden dort bis 1800 im Palais der Fürsten von Thurn und Taxis aufbewahrt. Erst im Jahre 1800 lieferte er den Kronschatz in der kaiserlichen Schatzkammer in Wien ab.
Im Jahre 1804 wurde von Hügel nach Wien berufen und verfasste 1806 im kaiserlichen Auftrag ein Gutachten über den Thronverzicht und trat für eine weitere Verwahrung der Reichskleinodien in Wien ein. Einige Anfragen Nürnbergs über die Rückgabe wurden bereits vorher abschlägig beschieden.
Nach 1806 war er kaiserlich-österreichischer Gesandter bei verschiedenen Staaten des Rheinbundes, trat allerdings nach der Ernennung Metternichs zum Kanzler von seinen öffentlichen Ämtern zurück.
1813 wurde er mit der Regierung des Großherzogtums Frankfurt betraut. Nachdem dieses Territorium nach dem Wiener Kongress abgegeben wurde, ging von Hügel in Ruhestand.
Er starb 1825 in Hietzing bei Wien.

## Nachkommen und Nachlass
Er heiratete in 1787 in Mainz Susanne Holthoff (1768–1837), eine Tochter des Mainzer Hofarztes Dr. med. Franz Wilhelm Holthoff und der Anna Ursula Wehenkel. Das Paar hatte zwei Söhne und drei Töchter, darunter:
- Clemens Wenzel (1792–1849), Direktor des Staatsarchivs
- Carl Anselm, Naturforscher
- Maria Anna Franziska (* 15. Oktober 1793)
- Maria Dorothea Franzisca (* 6. Oktober 1803) ⚭ Graf Anton August Karl Heinrich von Hardenberg (1802–1849)[2], hannoverscher Legationsrat, Gesandter in Berlin und Dresden

Zu seinen Enkeln zählen: Anatole von Hügel (1854–1928), der Anthropologe, und Friedrich von Hügel, der Religionsphilosoph.
Der Nachlass des Geschlechtes, das im Jahre 1927 mit Friedrich in England ausstarb, befindet sich seit 1931 in Freiburg.